# 방향족 화합물
방향족 화합물은 방향족성을 보이는 화합물이다.

## 종류
방향족 탄화수소와 치환기가 있는 화합물, 그리고 헤테로고리 화합물로 나눌 수 있다. 방향족 탄화수소 대부분은 벤젠 고리를 가지고 있으나 아줄렌, 트랜스-바이칼리센, 사이클로옥타데카노나엔([18]아눌렌)처럼 드문 예외가 있다. 

## 반응
- 친전자성 방향족 치환
- 친핵성 방향족 치환